# تشكة (بني زراولاو)
تشكة هو دُوَّار يقع بجماعة باب برد، إقليم شفشاون، جهة طنجة تطوان الحسيمة في المملكة المغربية. ينتمي الدوّار لمشيخة بني زراولاو التي تضم 9 دواوير. يقدر عدد سكانه بـ 1125 نسمة حسب الإحصاء الرسمي للسكان والسكنى لسنة 2004.

## روابط خارجية
- البوابة الوطنية للجماعات الترابية نسخة محفوظة 12 مارس 2018 على موقع واي باك مشين.
- المندوبية السامية للتخطيط